# Aabenraa
Aabenraa o Åbenrå —ortografía recomendada por la academia danesa— (en alemán: Apenrade, dialecto juto del sur: Affenråe) es una ciudad de Dinamarca, en la región administrativa de Dinamarca Meridional. Dentro de la región es la principal localidad del municipio de Abenraa, al que da nombre. También da nombre al fiordo donde se sitúa, en el estrecho de Pequeño Belt, al sur de la península de Jutlandia.
Antes de la reforma administrativa danesa de 2004, la ciudad era la capital del condado de Jutlandia Meridional.
En el año 2002 tenía un censo de 22.039 habitantes. La industria alimentaria es protagonista en la economía de la localidad, especialmente en la producción de cerveza y conservas, aunque también tiene presencia el sector de producción y transformación de maquinaria, como es el caso de la fabricación de órganos.

## Historia
Aabenraa fue mencionada por primera vez en las cuentas históricas del siglo XII, cuando fue atacada por los Wendos.
La localidad creció en la Alta Edad Media en torno a Opnør Hus, el castillo obispal, y recibió estatus de ciudad comercial en 1240. Durante la Edad Media se conoció a la ciudad por su industria pescadera y la producción de lúpulo.
Entre 1560 y 1721 la ciudad estuvo regida por los duques de Gottorp.
Sus días de mayor gloria transcurrieron en el período entre 1750 y 1864, cuando el tráfico naval conocía su mayor tasa de crecimiento debido al comercio con el mar Mediterráneo, China, Sudamérica y Australia. Gozaba de un buen puerto, que lo convirtió en un gran puerto comercial, teniendo la flota comercial más grande del reino danés, después de Copenhague y Flensburgo. La ciudad tenía gran número de astilleros, famosos por la calidad de sus barcos, de los cuales el más famoso fue el clipper Cimber, que en 1857 hizo la travesía Liverpool-San Francisco en 106 días. La pesca y otras pequeñas industrias eran otros sectores de producción de la ciudad 
Desde 1864, como resultado de la Segunda guerra de Schleswig, fue parte de Prusia, y, como tal, parte de la Confederación Norgermánica y, desde 1871 en adelante, parte del Imperio Alemán. En 1920 y como parte de los plebiscitos de Schleswig, que devolvió el norte de Schleswig a Dinamarca, el 55.1% de la población de Aabenraa votaron por seguir siendo parte de Alemania, frente al 44.9% que votaron a favor de la cesión a Dinamarca.
Después de la reforma ortográfica danesa de 1948, que abolió Aa a favor de Å, hubo resistencia en Aabenraa. La ciudad se temía, entre otras cosas, el perder su estatus como primera ciudad en los listados alfabéticos internacionales, especialmente desde que la letra Å es en realidad la última letra del alfabeto noruego-danés. Una revisión posterior de las reglas ortográficas permitieron retener la ortografía Aa como una opción. Mientras que el municipio de Aabenraa y más ciudadanos locales utilizan la ortografía Aa, Åbenrå sigue siendo la opción recomendada por el Consejo de la Lengua danesa.

## En la actualidad
Abenraa tiene hoy un puerto con 7,5 metros de profundidad y un significativo comercio naval. Entre las variadas industrias, está la de construcción de órganos (Marcussens Orgelbyggeri) y de maquinaria (Callesens Maskinfabrik). Asimismo, es el centro administrativo del condado. Radio Dinamarca tiene una oficina en la localidad.
Algunos de sus edificios importantes son la iglesia de San Nicolás (St. Nikolaj kirke), de tiempos del rey Valdemar, cuya construcción comenzó en 1250 o el castillo de Brundlund (Brundlund Slot), erigido por la reina Margarita I hacia 1400.
La ciudad, al igual que la cercana Elisenlund, tiene un balneario.
Algunos de sus barrios datan de 1800, como Slotsgade, Store Pottergade, Lille Pottergade, Nygade, Nybro, Skibbrogade y Gildegade.
En un sentido demográfico, existe una minoría alemana histórica, descendiente de los antiguos habitantes del Ducado de Schleswig. Ellos editan en la ciudad el periódico de habla alemana llamado «Der Nordschleswiger».